# Biancaneve nella jungla
Biancaneve nella jungla è il primo album del gruppo musicale pop rock italiano Omelet.

## Descrizione
Il disco è un'opera-musical prodotta da Miki Del Prete e battezzata da Adriano Celentano, che entra perciò in maniera originale nella discografia del gruppo. 

## Tracce
1. Prefazione
2. Jungla
3. Pane, burro e marmellata
4. Blues in Fa Magg.
5. Vibrazioni
6. Alternate emozioni (Parte I)
7. Alternate emozioni (Parte II)
8. Arabesque
9. Fragili note
10. L'ultima notte
11. Io avrò lui
12. Post scriptum